# Observatoire de lutte contre la corruption
L'Observatoire de lutte contre la corruption est un organisme gouvernemental au Cameroun qui enquête sur la corruption politique, organise des initiatives anti-corruption et dirige les efforts du gouvernement contre la corruption. L'observatoire est composé de 15 membres et fait partie des tâches du premier ministre. L'observatoire n'a aucun pouvoir d'exécution légal ; les organismes gouvernementaux doivent poursuivre en justice toute allégation de corruption.

## Histoire
L'observatoire a été créé en janvier 2000 par le Président Paul Biya, qui était alors sous la pression d'accusations de violations des droits humains au Cameroun. Le Département d'État des États-Unis et Transparency International le soupçonnent d'être en très grande partie inefficace en raison de son incapacité à poursuivre les membres du gouvernement accusés de corruption, et de son prétendu manque de réalisations concrètes. L'observatoire n'a reçu aucun financement en 2004, ce que le Département d'État des États-Unis cite comme preuve supplémentaire de la tiède approche du Cameroun à lutter contre la corruption.
Plusieurs programmes et décrets ont ensuite été passés pour renforcer cette lutte, notamment la création en 2006 de la Commission nationale anti-corruption (Conac).